# NK Rudar Trbovlje
El NK Rudar Trbovlje (en inglés: Rudar Trbovlje Football Club) es un equipo de fútbol de Eslovenia que juega en la Liga Regional de Liubliana, la cuarta división de fútbol en el país.

## Historia
Fue fundado en el año 1922 en la ciudad de Trbovlje con el nombre SK Zora,aunque dos años después el club fue vetado del fútbol por el conflicto político con Orjuna. En 1927 el club es refundado como SK Amater por integrantes del DSK Svoboda.
Al cumplir 50 años de existencia gana por primera vez el título de la Liga de la República de Eslovenia, el primero de tres títulos de la liga que ganó en la década de los años 1970, aunque sus mejores años vinieron en los años 1980 cuando participó en la Segunda Liga de Yugoslavia, la que jugó en cuatro ocasiones.
Tras la disolución de Yugoslavia y la independencia de Eslovenia en 1991 se convirtió en uno de los equipos fundadores de la Prva SNL, la primera división nacional, de la cual fue uno de los primeros equipos que descendieron de categoría.

## Palmarés
- Yugoslav Third League: 3

1971–72, 1973–74, 1978–79
- Slovenian Fourth Division: 1

2011–12

## Rivalidades
Su principal rival es el NK Zagorje, con quien juega el Derby de Zasavje.

## Jugadores

### Jugadores destacados
- Zdenko Verdenik